# Mali Borak
Mali Borak (en serbe cyrillique : Мали Борак) est un village de Serbie situé dans la municipalité de Lajkovac, district de Kolubara. Au recensement de 2011, il comptait 89 habitants.
Mali Borak est situé à proximité de la Kolubara.

## Démographie

### Évolution historique de la population
| 1948  | 1953  | 1961  | 1971 | 1981 | 1991 | 2002 | 2011 |
| ----- | ----- | ----- | ---- | ---- | ---- | ---- | ---- |
| 1 051 | 1 056 | 1 064 | 966  | 784  | 516  | 489  | 89   |

|  |